# Halimochirurgus centriscoides
Halimochirurgus centriscoides is een straalvinnige vissensoort uit de familie van de driepootvissen (Triacanthodidae). De wetenschappelijke naam van de soort is voor het eerst geldig gepubliceerd in 1899 door Alcock.